# Gathulis
Il gathuli o gatuli (a volte impropriamente trascritto in italiano come "il gathulis", laddove invece il termine gathulis con la s finale indica in lingua sarda la forma al plurale del nome) è un piatto tipico della tradizione sarda, originario dell'Ogliastra e in particolare del comune di Villagrande Strisaili e del comune di Arzana, dove è conosciuto con la denominazione di Orrubiolu.
Sono ciambelline fritte i cui ingredienti principali sono le patate, la semola e un particolare formaggio sardo detto fiscidu o frue (formaggio ovino in salamoia).
Da anni nel mese di agosto a Villagrande Strisaili si tiene la sagra dei gathulis.